# علم الأحياء التركيبي

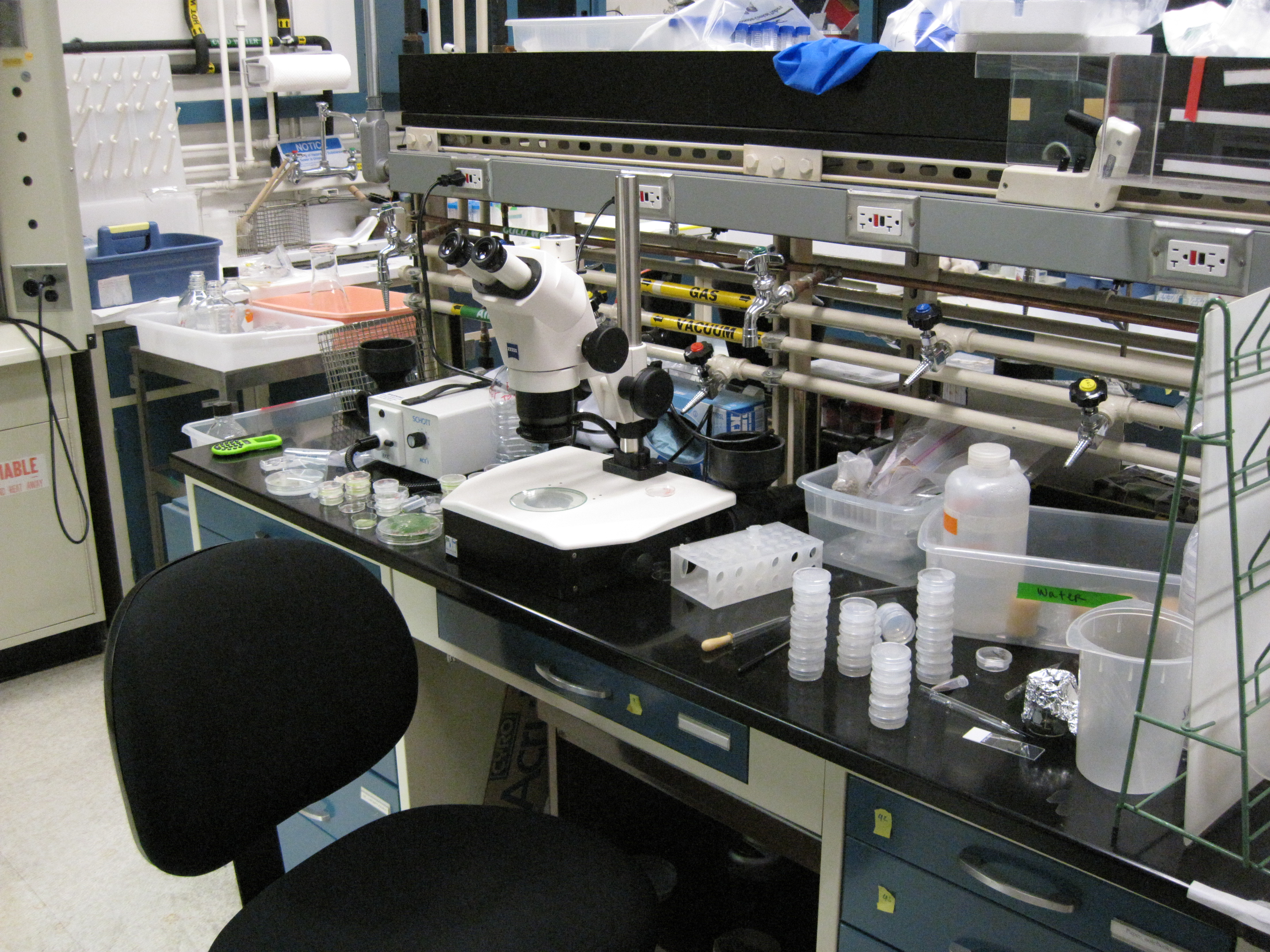

علم الأحياء التركيبي هو فرع متعدد التخصصات لعلم الأحياء والهندسة. إن انخفاض تكاليف تركيب الحمض النووي والتطورات الحديثة في التكنولوجيا أدت إلى دعم نجاح شركات علوم الأحياء التركيبية في السنوات الأخيرة، وهي تضم الآن واحدة من أسرع المجالات نمواً وأكثرها تمويلاً في مجال التكنولوجيا الحيوية التجارية.
ويُقدر علم الأحياء التركيبي الآن بأنه أي شكل من أشكال الهندسة الحيوية يتطلب تكنولوجيا تركيب الجينات المعاصرة أو تقنيات التكنولوجيا الحيوية المتقدمة لمعالجة الحياة وبرمجة الكائنات الحية لأداء أي مهمة مطلوبة. يستخدم علماء الأحياء التركيبية أحدث التقنيات في بناء الأنظمة الحية، وغالباً باستخدام المهارات التي يُحصل عليها من خلال التدريب في العديد من المجالات.
يستخدم العلماء الذين يعملون في مشاريع علم الأحياء التركيبي أساليب من تخصصات مثل التكنولوجيا الحيوية، والهندسة الوراثية، وعلم الأحياء الجزيئي، والهندسة الجزيئية، وعلم أنظمة الأحياء، وعلوم الأغشية، وعلم الفيزياء الحيوية، والهندسة الكيميائية والحيوية، وهندسة الكهرباء والحواسيب، وهندسة التحكم، وعلم الأحياء التطوري. ويطبق علم الأحياء التركيبي هذه التخصصات لبناء نظم حيوية تركيبية لأغراض البحث والهندسة والتطبيقات الطبية.

## التعريف
أما علم الأحياء التركيبي فينظر إليه علماء الأحياء والمهندسون على نحو مختلف. نظرًا إلى اعتباره بالأساس جزءًا من علم الأحياء، أصبح دور المبادئ الهندسية في السنوات الأخيرة أكثر أهمية. يستخدم علماء الأحياء التركيبية غالبًا المقاربات الهندسية، مثل منهج «نقل الفائدة المباشر دي بي تي إل»، إذ يُصمّم العلماء ويبنون ويختبرون الأنظمة الهندسية، ويستفيدون من التجارب لتحسين التصميمات المستقبلية.
هناك تعبير آخر مفيد ولكنه قديم عن «علم الأحياء التركيبي»، وهو يشير إلى هذا المجال باعتباره «مجالاً ناشئاً يستخدم المبادئ الهندسية لتصميم وتجميع المكونات البيولوجية». وصورت دراسة أخرى هذا المجال باعتباره «مجالاً علمياً ناشئاً جديداً تلتقي فيه تكنولوجيا المعلومات والاتصالات والتكنولوجيا الحيوية وتكنولوجيا النانو لكي تعزز كل منها الأخرى».
يناقش تعريف علم الأحياء التركيبي أيضاً العلوم الإنسانية والفنون والسياسة. التعريف الشائع:
- «تصميم وبناء وحدات بيولوجية، النظم البيولوجية، والآلات البيولوجية، وإعادة تصميم النظم البيولوجية الموجودة لأغراض مفيدة».[2]
- تتجذر الجوانب الوظيفية لهذا التعريف في علم الأحياء التركيبي والتكنولوجيا الحيوية.[3]
- ومع توسع استخدام هذا المصطلح، عُرِّف علم الأحياء التركيبي مؤخراً أيضاً بأنه التصميم والهندسة التركيبية للنظم البيولوجية والكائنات الحية لأغراض تحسين التطبيقات الخاصة بالصناعة أو البحث البيولوجي.[4]
- بشكل عام، يمكن وصف الغرض منه بأنه تصميم وبناء مسارات أو كائنات أو أجهزة بيولوجية اصطناعية جديدة أو إعادة تصميم النظم البيولوجية الطبيعية الموجودة.

إن علم الأحياء التركيبي كان مقسماً تقليدياً إلى نهجين مختلفين. يتضمن علم الأحياء التركيبي من الأعلى إلى الأسفل استخدام تقنيات التمثيل الغذائي والهندسة الوراثية لنقل وظائف جديدة إلى الخلايا الحية. أما علم الأحياء التركيبي من الأسفل إلى الأعلى فيتضمن إنشاء أنظمة بيولوجية جديدة في المختبر من خلال الجمع بين المكونات الحيوية «غير الحية»، غالباً بهدف بناء خلية اصطناعية. وبالتالي تُجمَّع النظم البيولوجية وحدة تلو الأخرى.
غالبًا ما تستخدم أنظمة إنتاج البروتين دون خلايا، وكذلك الآلية الجزيئية القائمة على الأغشية. هناك جهود متزايدة لسد الفجوة بين هذه الأساليب من خلال تكوين خلايا هجينة حية/تركيبية، والتبادل الهندسي بين مجموعات الخلايا الحية والخلايا الاصطناعية (التركيبية).

## التاريخ
أول استخدام محدد لمصطلح «علم الأحياء التركيبي» كان في منشور ستيفان ليدوك عن كتاب «النظرية الفيزيائية والكيميائية للحياة والأجيال التلقائية» لعام 1910 و«البيولوجيا التركيبية» لعام 1912.
قدم عالم الوراثة البولندي واكاو سزيبلسكي تفسيرًا معاصرًا لعلم الأحياء التركيبي في حلقة نقاشية خلال المؤتمر البيولوجي السنوي الثامن عشر «أوهولو» حول استراتيجيات التحكم في التعبير الجيني في عام 1973، زخرون يعكوف، إسرائيل.

في عام 1978، فاز آربر وناثانز وسميث بجائزة نوبل في الطب وعلم وظائف الأعضاء لاستكشاف إنزيمات الاقتطاع، الأمر الذي دفع زيبنسكي إلى تقديم تعليق تحريري في جريدة «جين»:
إن العمل على «نيوكلياز الاقتطاع» لا يسمح لنا بسهولة ببناء جزيئات الحمض النووي المؤتلف وتحليل الجينات الفردية فحسب، بل وقد قادنا أيضاً إلى عصر جديد من علم الأحياء التركيبي بل يمكن أيضاً بناء ترتيبات الجينات الجديدة وتقييمها.
وقد حدث تقدم ملحوظ في علم الأحياء التركيبي في عام 2000، عندما ناقش مقالتان في مجلة «نيتشر» إنشاء أجهزة دوائر بيولوجية تركيبية لمحوّل تبديل وراثي وساعة بيولوجية من خلال الجمع بين الجينات داخل خلايا الإشريكية القولونية.
في عام 2010، كشفت مجموعة من الباحثين عن أول خلية بكتيرية اصطناعية ذاتية التكرار، تسمى «ام.مايكويدز جي سي في آي-سين1.0 ».
تمكن الباحثون من توليف (تخليق) جينوم جديد، باستخدام تسلسل الحمض النووي من سلالتين مختبريين من بكتيريا «مفطورة فطرانية». وإجراء عملية زراعة ناجحة في خلية مضيفة من الميكوبلازما.  لقد تصرفت البكتيريا الجديدة تمامًا مثل متبرعها وكانت قادرة على التكاثر الذاتي بِحريّة.
في أبريل 2019، أبلغ العلماء في المعهد الفدرالي السويسري للتكنولوجيا في زيورخ عن إنشاء أول جينوم بكتيري في العالم، أُطلق عليه اسم «بكتريا السد الهلالي-2.0»، صُنِّع بالكامل بواسطة جهاز كمبيوتر، على الرغم من عدم وجود شكل قابل للتطبيق مرتبط بالجينوم المصمم الأول «سي.أسينسيز-2.0» .
في مايو 2019، أعلن باحثون، في جهد بارز، عن إنشاء شكل تركيبي جديد (ربما اصطناعي) لشكل قابل للتطبيق، وهو نوع مختلف من بكتيريا الإشريكية القولونية، عن طريق تقليل العدد الطبيعي البالغ 64 شيفرة جينية في الجينوم البكتيري إلى 59 شيفرة جينية بدلاً من ذلك، من أجل تشفير 20 حمض أميني.

## وجهات نظر
ينظر المهندسون إلى علم الأحياء كتقنية - تقنية حيوية لنظام معين أو هندسة حيوية.  يتضمن علم الأحياء التركيبي إعادة تعريف وتوسيع التكنولوجيا الحيوية على نطاق واسع، مع الأهداف النهائية المتمثلة في القدرة على تصميم وبناء النظم البيولوجية المهندسة التي تعالج المعلومات، والتلاعب بالمواد الكيميائية، وتصنيع المواد والهياكل، وإنتاج الطاقة، وتوفير الغذاء، والحفاظ على صحة الإنسان وتعزيزها (انظر إلى الهندسة الطبية الحيوية) وبيئتنا.
ويمكن تقسيم الدراسات في علم الأحياء التركيبي إلى تصنيفات واسعة وفقاً للنهج الذي تتبعه في التعامل مع المشكلة المطروحة:
توحيد الأجزاء البيولوجية، الهندسة الحيوية الجزيئية، هندسة الجينوم. تشتمل الهندسة الجزيئية الحيوية على مناهج تهدف إلى إنشاء مجموعة أدوات من الوحدات الوظيفية التي يمكن منحها لتقديم وظائف تكنولوجية جديدة في الخلايا الحية. تشمل الهندسة الوراثية أساليب لبناء الكروموسومات الاصطناعية للكائنات الكاملة أو الدنيا. يشير التصميم الجزيئي الحيوي إلى الفكرة العامة لتصميم دي نوفو والمزيج الإضافي من المكونات الجزيئية الحيوية. كل طريقة من هذه الطرق تشترك في مهمة مماثلة: تطوير كيان اصطناعي بدرجة أعلى من التعقيد من خلال معالجة جزء أبسط في المستوى السابق بطريقة مبتكرة.
ومن ناحية أخرى، فإن «معيدي التصنيع» هم علماء الأحياء التركيبية مهتمون باختبار إمكانية إنتاج النظم البيولوجية. ونظراً لتعقيد الأنظمة البيولوجية الطبيعية، سيكون من الأسهل إعادة بناء الأنظمة الطبيعية ذات الأهمية من الألف إلى الياء؛ من أجل توفير بدائل هندسية أسهل في الفهم والتحكم والمعالجة. ويستمد «معيدو التصنيع» الإلهام من إعادة الهيكلة، وهي عملية تُستخدم أحياناً لتحسين برمجيات الكمبيوتر.